# Portunus pelagicus
Portunus pelagicus – gatunek kraba z rodziny portunikowatych (Portunidae). Szeroko rozprzestrzeniony w wodach Oceanu Indyjskiego i Pacyfiku; stwierdzono go także w Morzu Śródziemnym, dokąd dostał się przez Kanał Sueski.